# Platja de s'Arenal
La platja de s'Arenal o platja de Palma és una platja situada entre dos municipis, Llucmajor i Palma, dona nom a la localitat turística de s'Arenal. Està a un 15 km del centre de Palma i a 7 km de l'aeroport. Es considera una de les platges amb major nombre de turistes, ja que és molt propera a la ciutat i a l'aeroport. Amb més de 4,6 km de longitud, és una de les platges més llargues de Mallorca. Està limitada pels ports de Can Pastilla i s'Arenal i gairebé tot el seu litoral està urbanitzat, resseguit per un llarg passeig marítim que enllaça els diferents barris de la Platja de Palm: Can Pastilla, les Meravelles i s'Arenal. A la platja hi desemboquen diferents torrents que provenen del Pla com el torrent de Sant Jordi i el torrent dels Jueus. Presenta tots els serveis possibles d'una platja urbana i accés per a persones amb diversitat funcional.
Durant l'hivern del 1989 un fort temporal va retirar tota la sorra de la platja. La platja es va restaurar afegint-hi 400.000 tones de sorra provinent del fons marí. Aquest fet ha provocat que el pendent de la platja sigui molt baix.